# 鹿毛ゆみ子
鹿毛 ゆみ子（かげ ゆみこ、現性：松村）は、日本のフィギュアスケート選手（アイスダンス）。現在はコーチ。パートナーは中島由貴、高橋忠之、藤沢利憲。神奈川県出身。
1978年全日本フィギュアスケート選手権優勝。1979年世界選手権代表。夫は同じくフィギュアスケート選手の松村充。

## 経歴
1976年、藤沢利憲とカップルを組み出場した全日本選手権で3位に入る。
1977年、高橋忠之とカップルを組み、全日本選手権で2位、1978年には全日本選手権で優勝を果たす。その結果により、1979年世界選手権に出場する。1979年以降は、中島由貴とカップルを組み、1984年まで全日本選手権に出場し続けた。

## 主な戦績
- 1976-77シーズンは藤沢利憲とカップル。
- 1977-79シーズンは高橋忠之とカップル。
- 1979-84シーズンは中島由貴とカップル。

| 大会/年      | 1976-77 | 1977-78 | 1978-79 | 1979-80 | 1980-81 | 1981-82 | 1982-83 | 1983-84 |
| ------------ | ------- | ------- | ------- | ------- | ------- | ------- | ------- | ------- |
| 世界選手権   |         |         | 19      |         |         |         |         |         |
| 全日本選手権 | 3       | 2       | 1       |         | 2       |         | 2       | 3       |
| NHK杯        |         |         |         |         |         |         | 7       |         |